# Torneo femenino de hockey sobre hierba en los Juegos Olímpicos de Atlanta 1996
El torneo femenino de hockey sobre hierba en los Juegos Olímpicos de Atlanta 1996 se llevó a cabo en el Morris Brown College del 20 de julio al 1 de agosto de 1996.
Australia ganó la medalla de oro por segunda vez después de derrotar a Corea 3-1 en la final. Los Países Bajos ganaron la medalla de bronce al derrotar a Gran Bretaña por 4-3 en la final en la tanda de penaltis tras un empate 0-0. 

## Clasificación
| Competición              | Fecha                                    | Sede                   | Plazas | Equipos clasificados                                      |
| ------------------------ | ---------------------------------------- | ---------------------- | ------ | --------------------------------------------------------- |
| País anfitrión           | –                                        | –                      | 1      | Estados Unidos                                            |
| Juegos Olímpicos de 1992 | 27 de julio - 7 de agosto de 1992        | Barcelona · ( España)  | 1      | España                                                    |
| Mundial de Hockey 1994   | 23 de noviembre - 4 de diciembre de 1994 | Dublin ( Irlanda)      | 1      | Australia                                                 |
| Preolímpico              | 15 - 26 de noviembre de 1995             | Cape Town ( Sudáfrica) | 5      | Corea del Sur Reino Unido Alemania Argentina Países Bajos |
| TOTAL                    |                                          |                        | 8      | 8                                                         |

## Formato de competición
El torneo fue disputado por ocho conjuntos en un solo grupo, que jugaron en sistema de todos contra todos.
Los dos mejores del grupo accedieron a la final y los dos siguientes clasificaron al partido por la medalla de bronce.

## Equipos participantes
| Grupo Único          |
| -------------------- |
| Alemania (GER)       |
| Australia (AUS)      |
| Argentina (ARG)      |
| Corea del Sur (KOR)  |
| España (ESP)         |
| Estados Unidos (USA) |
| Países Bajos (NED)   |
| Reino Unido (GBR)    |

## Primera fase
Los dos primeros equipos juegan la final por el oro, mientras que el tercer y el cuarto clasificados disputan la final por el bronce.

### Grupo Único
| Equipo               | J | G | E | P | GF | GC | DG  | PTS |
| -------------------- | - | - | - | - | -- | -- | --- | --- |
| Australia (AUS)      | 7 | 6 | 1 | 0 | 24 | 4  | +20 | 13  |
| Corea del Sur (KOR)  | 7 | 4 | 2 | 1 | 18 | 9  | +9  | 10  |
| Reino Unido (GBR)    | 7 | 3 | 2 | 2 | 12 | 11 | +1  | 8   |
| Países Bajos (NED)   | 7 | 3 | 2 | 2 | 15 | 15 | 0   | 8   |
| Estados Unidos (USA) | 7 | 2 | 2 | 3 | 8  | 11 | -3  | 6   |
| Alemania (GER)       | 7 | 2 | 1 | 4 | 10 | 11 | -1  | 5   |
| Argentina (ARG)      | 7 | 2 | 1 | 4 | 7  | 21 | -14 | 5   |
| España (ESP)         | 7 | 0 | 1 | 6 | 5  | 17 | -12 | 1   |

## Fase final

### 3.º / 4.º puesto
| Fecha          | Hora¹ | Partido           | Partido | Partido            | Resultado     |
| -------------- | ----- | ----------------- | ------- | ------------------ | ------------- |
| 01 / 08 / 1996 | 17:00 | Reino Unido (GBR) | -       | Países Bajos (NED) | 0 - 0 (3 - 4) |

- (¹) -  Hora local de Atlanta (UTC -5)

### Final
| Fecha          | Hora¹ | Partido         | Partido | Partido             | Resultado |
| -------------- | ----- | --------------- | ------- | ------------------- | --------- |
| 01 / 08 / 1996 | 19:30 | Australia (AUS) | -       | Corea del Sur (KOR) | 3 - 1     |

- (¹) -  Hora local de Atlanta (UTC -5)

## Medallero
| Evento          | Oro | Plata | Bronce |
| --------------- | --- | --- | --- |
| Torneo femenino | Australia (AUS) Michelle Andrews Alyson Annan Louise Dobson Renita Farrell Juliet Haslam Rechelle Hawkes Clover Maitland Karen Marsden Jenny Morris Nova Peris Jackie Pereira Katrina Powell Lisa Powell Danni Roche Kate Starre Liane Tooth | Corea del Sur (KOR) Jae-Sook You Jeong-Sook Lim Seung-Shin Oh Hyun-Jung Woo Eun-Young Lee Eun-Kyung Lee Ji-Young Lee Myung-Ok Kim Chang-Sook Kwon Soo-Hyun Kwon Mi-Soon Choi Young-Sun Jeon Deok-San Jin Eun-Jung Chang Eun-Jung Cho Eun-Kyung Choi | Países Bajos (NED) Suzanne Plesman Dillianne van den Boogaard Florentine Steenberghe Willemijn Duyster Mijntje Donners Fleur van de Kieft Nicole Koolen Jeannette Lewin Wietske de Ruiter Ellen Kuipers Margje Teeuwen Carole Thate Jacqueline Toxopeus Stella de Heij Noor Holsboer Suzan van der Wielen |